# 嵐よういち
嵐 よういち（あらし よういち 1969年 - ）は日本のトラヴェラー、旅行作家、エッセイスト、ラジオパーソナリティー、動画配信者。

## 略歴
東京都小平市生まれ、杉並区育ち。
20歳ころからアメリカ、イギリスに留学。その後バックパッカーとして世界60ヵ国以上を回り、体験談を著作やイベントで発表している。
2010年 2月より、旅行作家の丸山ゴンザレスとともに、旅行情報などを配信するネットラジオ「海外ブラックロードpodcast」を開始し、ラジオパーソナリティーとしても活動を行なっている。
2021年1月より有料制動画配信サービス「嵐よういちのようちゃんねる」を開始。同4月オフィシャルサイトをオープン。

## 著作

### 単著
2025年2月時点
- 『世界中の「危険な街」に行ってきました』（彩図社） 2014年2月 - 文庫判
- 『ブラジル 裏の歩き方』（彩図社） 2014年5月
- 『世界「誰も行かない場所」だけ紀行』（彩図社） 2015年12月 - 文庫判
- 『未承認国家に行ってきた』（彩図社） 2017年3月、のち文庫  2018年7月
- 『おそロシアに行ってきた』（彩図社） 2018年5月、のち文庫  2019年12月
- 『ウクライナに行ってきました』（彩図社） 2023年1月
- 『インド超特急! カオス行き』 (産業編集センター、わたしの旅ブックス 50） 2023年12月 - B6変型判

### 「ブラックロード」
- 『海外ブラックロード』（ぶんりき文庫） 2002年3月
- 『海外ブラックロード 危険度倍増版』（彩図社） 2003年2月、のち文庫 2005年1月
- 『海外ブラックロード 最狂バックパッカー版』（彩図社） 2004年7月、のち文庫 2007年
- 『海外ブラックマップ』（彩図社） 2006年2月、のち文庫 2011年12月
- 『アジアブラックロード』（彩図社） 2007年8月、のち文庫 2011年6月
- 『南米ブラックロード』（彩図社） 2008年11月
- 『アフリカ・ブラックロード』（彩図社） 2009年8月、のち文庫 2012年12月
- 『海外ブラックロード スラム街潜入編』（彩図社） 2010年9月、のち文庫 2014年7月
- 『海外ブラックロード 南米地獄の指令編』（彩図社） 2012年2月
- 『中米ブラックロード』（彩図社） 2013年5月

## 共著
- 『モンスター・トラベラー』（丸山ゴンザレス, 和田虫象&海外ブラックロード・ファミリー共著、イースト・プレス） 2020年7月
- 『海外ブラックグルメ』（神崎純也, 草下シンヤ, 平間康人, 丸山ゴンザレス, 八雲星次, 和田虫象共著、彩図社） 2014年1月 - 文庫判
- 『本当にあった! 海外旅行の恐ろしい話』（岡本まい, 平間康人, 大井優子, 丸山ゴンザレス, 宮部高明共著、海外危険情報編集班編、彩図社） 2008年7月 - B6判